# Golfclub Wörthsee
Golfclub Wörthsee is een golfclub op Gut Schluifeld, een landgoed van de familie Filser, gelegen ten oosten van de Wörthsee en ten zuidwesten van München.

## De club
De golfclub werd op 12 december 1982 opgericht. Er werd in 1983 eerst een 9 holesbaan aangelegd zodat de leden vast konden spelen. In 1986 had de club al 500 leden. De 18-holesbaan, ontworpen door Kurt Rossknecht, werd in 1987 geopend. Hij is vrij vlak en heeft een par van 72. 
In 1994-1995 werd het clubhuis verbouwd. In 2003 werden de greens van holes 8, 10 en 12 gerenoveerd en werd de drivingrange vergroot. Er zijn ook zes oefenholes.
In de omgeving van München zijn 22 golfclubs. De leden van deze clubs mogen voor een speciaal tarief op weekdagen op de andere clubs spelen.

## Toernooien
In 2012 werd op deze club de Berenberg Bank Masters van de Europese Senior Tour gespeeld.